# Иодид кальция
Иодид кальция (иодистый кальций) — кальциевая соль иодоводородной кислоты. Бесцветные кристаллы, хорошо растворимые в воде. Используется в фотографии.

## Свойства

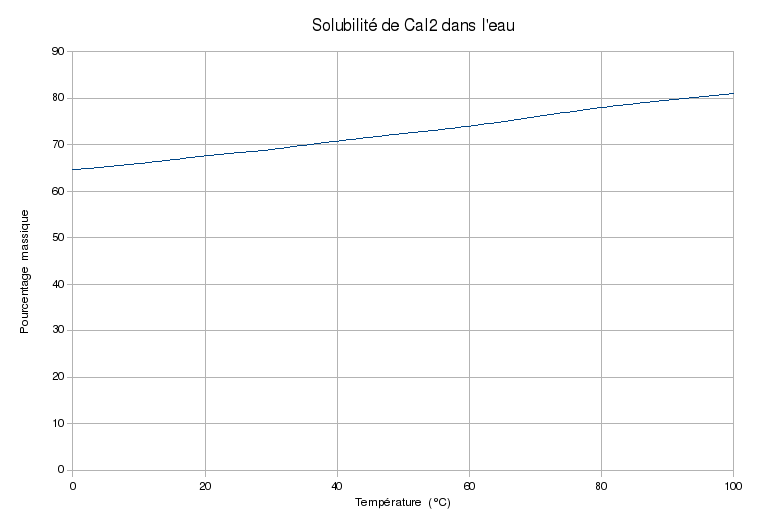
График растворимости иодида кальция в воде

Анри Муассан впервые получил чистый кальций по реакции иодида кальция с чистым металлическим натрием:
CaI2 + 2Na → 2NaI + Ca
Иодид кальция может быть получен путём обработки карбоната кальция иодоводородом:
CaCO3 + 2HI → CaI2 + H2O + CO2
Иодистый кальций медленно реагирует с кислородом и углекислым газом воздуха, освобождая иод, который придаёт слабый жёлтый цвет продукту реакции:
2CaI2 + 2CO2 + O2 → 2CaCO3 + 2I2